# Itaú Esporte Clube
O Itaú Esporte Clube foi um clube brasileiro, da cidade de Itaú de Minas, no Estado de Minas Gerais.
O Itaú, oriundo da Companhia Cimento Portland Itaú, tinha seu estádio batizado em homenagem ao engenheiro Jorge Dias de Oliva, diretor da empresa. Assim como o Itaú de Contagem e um terceiro clube chamado Itaú situado em outra cidade onde a empresa operava, em São José da Lapa-MG (distrito de Vespasiano-MG até 1992).

## História
O Itaú Esporte Clube foi fundado em 1956, como um clube esportivo e recreativo onde havia bailes de debutantes, festas de carnaval, piscinas, quadras e brinquedos. No dia 15 de agosto de 1960 o clube foi visitado por Pelé, para inauguração do Estádio Engenheiro Jorge Oliva, que ficou lotado para sua recepção. Foi o jogo entre o time do Santos Futebol Clube contra o
time local, terminando com o placar de Santos 3 e Itaú 2.
No Futebol profissional, a equipe participou seguidamente de três edições do Primeira Divisão de Profissionais nas edições de 1961, 1962 e 1963 e conquistou a edição de 1961, tendo direito de disputar um play-off contra a segunda equipe pior classificada no Campeonato Mineiro de Futebol de 1961 - Módulo 1, no caso o Bela Vista, para ter direito a disputar o Campeonato Mineiro de Futebol de 1962 - Módulo I, porém o Itaú perdeu na série melhor de 3 pelo critério de diferença de gols e não conseguiu o acesso.

## Títulos

### Estaduais
- Campeão Mineiro do Módulo II: 1961.